# دیلوکسانید
دیلوکسانید (به انگلیسی: Diloxanide Furoate)
رده درمانی: داروهای ضد آمیب
اشکال دارویی: قرص

## موارد مصرف
کاربرد اصلی آن در آلودگی انگلی با آمیب به عنوان آمیب کش لومینال استفاده می شود.در آلودگی بدون علامت باکیست آمیب انتاموبیا هیستولیتیکا هم مفید است (۸۶%). دیلوکسانید به‌تنهایی دردرمان آمیبیاز روده‌ای در ناقلین بدون‌علامت کیست آمیب در مدفوع و به‌همراه مترونیدازول در درمان آمیبیاز حاد مصرف می‌شود.

## عوارض جانبی
تهوع، درد شکمی، خارش، اسهال و التهاب مری.